# Vaxis II: A Window of the Waking Mind
Vaxis II: A Window of the Waking Mind è il decimo album in studio del gruppo musicale statunitense Coheed and Cambria, pubblicato il 24 giugno 2022 dalla Roadrunner Records.

## Tracce
1. The Embers of Fire – 1:35
2. Beautiful Losers – 3:35
3. Comatose – 3:10
4. Shoulders – 3:24
5. A Disappearing Act – 3:29
6. Love Murder One – 3:25
7. Blood – 3:56
8. The Liars Club – 3:48
9. Bad Man – 3:28
10. Our Love – 2:28
11. Ladders of Supremacy – 6:48
12. Rise, Naianasha (Cut the Cord) – 5:19
13. Window of the Waking Mind – 8:38

## Formazione
- Claudio Sanchez – voce, chitarra, pianoforte, sintetizzatore
- Travis Stever – chitarra
- Josh Eppard – batteria
- Zach Cooper – basso